# Supercoppa islandese 2018 (pallavolo maschile)
La Supercoppa islandese 2018, 2ª edizione della Supercoppa nazionale di pallavolo maschile, si è svolta il 6 ottobre 2018: al torneo hanno partecipato due squadre di club islandesi e la vittoria finale è andata per la prima volta al KA Akureyri.

## Regolamento
La formula ha previsto una gara unica.

## Squadre partecipanti
| Squadra      | Qualificazione                                         |
| ------------ | ------------------------------------------------------ |
| HK Kópavogur | Finalista Coppa d'Islanda 2017-18                      |
| KA Akureyri  | Vincitrice Coppa d'Islanda 2017-18/Úrvalsdeild 2017-18 |

## Torneo
| 6 ottobre 2018 Íþróttahöllin, Húsavík Durata: 1h:10 - Spettatori: 170 | KA Akureyri | 3 - 0 | HK Kópavogur | 25-22, 25-22, 25-19 |